# Замнаун
Замнаун (нем. Samnaun) — коммуна в Швейцарии, в кантоне Граубюнден. Входит в состав округа Инн. Официальный код — 3752.

## География
Площадь коммуны составляет 56,18 км². 46,1 % территории занимают сельскохозяйственные угодья; 11,7 % — леса; 0,9 % — населённые пункты и дороги и оставшиеся 41,2 % — не используются (горы, ледники, реки).
Особенностью Замнауна является то, что до 1905 года в него можно было попасть только из австрийского Шписа. Поэтому Замнаун не входил в таможенную территорию Швейцарии. В 1905 году построили дорогу, связавшую Замнаун с швейцарской Мартиной, но Замнаун сохранил свой особый статус до настоящего времени, и в нем можно купить товары в режиме «дьюти-фри» Даже в настоящее время зимой иногда в Замнаун можно попасть только из Австрии, так как дорогу на Мартину временами засыпает снегом.

## Население
Население коммуны по данным на 31 декабря 2012 года составляет 793 человека. По данным на 2000 год гендерный состав населения был следующим: 49,1 % — мужчины и 50,9 % — женщины. Возрастной состав населения распределялся следующим образом: 8,7 % — младше 9 лет; 5,1 % — от 10 до 14 лет; 9,2 % — от 15 до 19 лет; 15,0 % — от 20 до 29 лет; 17,6 % — от 30 до 39 лет; 15,1 % — от 40 до 49 лет; 12,5 % — от 50 до 59 лет; 6,8 % — от 60 до 69 лет; 6,2 % — от 70 до 79 лет; 3,4 % — от 80 до 89 лет; 0,6 % — старше 90 лет.
Динамика численности населения коммуны по годам:
| 1850 | 1900 | 1950 | 2000 | 2010 |
| ---- | ---- | ---- | ---- | ---- |
| 313  | 357  | 424  | 743  | 808  |

## Языки
По данным на 2000 год 93,54 % населения назвали родным языком немецкий; 0,81 % — романшский и 0,81 % — итальянский. Из некоренных языков Швейцарии распространены португальский (родной для 1,7 % населения) и сербохорватский (1,6 %). В отличие от остальной части Швейцарии, форма немецкого, на которой говорят жители Замнауна является вариантом баварского диалекта.

## Галерея
- Горнолыжный склон
- Отель
- Замнаун